# Anolis fitchi
Anolis fitchi е вид влечуго от семейство Dactyloidae. Видът е незастрашен от изчезване.

## Разпространение
Разпространен е в Еквадор и Колумбия.